# Dietrich Bundschuh
Karl Dietrich Bundschuh (* 26. Januar 1930 in Kirchheim am Ries; † 10. Juli 2022 in Karlsruhe) war ein deutscher Jurist; er war Vorsitzender Richter am Bundesgerichtshof.

## Werdegang
Bundschuh, der in Nagold aufwuchs, studierte die Rechte an der Eberhard-Karls-Universität Tübingen und der Albert-Ludwigs-Universität Freiburg. In Tübingen trat er 1950 der Akademischen Verbindung Virtembergia bei. Nach einer Tätigkeit in der Justiz des Landes Baden-Württemberg, zuletzt als Richter am Oberlandesgericht Stuttgart, wurde er am 30. Juli 1973 zum Richter am Bundesgerichtshof ernannt. Dort gehörte er zunächst dem II. Zivilsenat und ab Juli 1988 dem neu errichteten XI. Zivilsenat als dessen stellvertretender Vorsitzender an. Im Januar 1990 wurde er zum Vorsitzenden des vor allem mit dem Versicherungsrecht befassten IV. Zivilsenats ernannt, dem er bis zu seinem Eintritt in den Ruhestand am 31. Januar 1995 angehörte. Anschließend war er Ombudsmann des Bundesverbands deutscher Banken.
Im Jahr 2000 verlieh ihm die Universität Leipzig die Würde eines Doktors der Rechte ehrenhalber (Dr. iur. honoris causa).

## Familie
Er hatte drei Kinder, zwei Söhne und eine Tochter. Sein Sohn Christian ist Konzertveranstalter, Tontechniker und Schlagzeuger in der Karlsruher Punkszene geworden.

## Veröffentlichungen
sind nachgewiesen in der GND und bei juris

## Würdigungen
- Johannes Köndgen: Karl-Dietrich Bundschuh zum 65. Geburtstag, Zeitschrift für Bankrecht und Bankwirtschaft 1995, 1.